# Isis Gee
Tamara Gee (Tamara Diane Wimer Gołębiowska), anciennement connue sous le nom de Isis Gee est une chanteuse et auteur-compositeur americano-polonaise, née à Seattle le 11 octobre 1972. Actuellement elle vit en Pologne avec son mari, Adam Gołębiowski.
En 2007, Isis a participé au concours de dance Taniec z Gwiazdami (La danse avec des Célébrités), la version polonaise du programme télévisé britannique Strictly Come Dancing. 
Elle a représenté la Pologne lors de la finale de l'Eurovision 2008 avec la chanson "For Life" où elle se classa 24e. Ce fut la première fois que la Pologne se qualifia pour la finale du Concours depuis l'introduction des demi-finales en 2004.

## Discographie
- Hidden Treasure, 2007 (Universal Music)
- Love, Tamara, 2014